# Babyboomer-generationen
Med babyboomer-generationen (også kaldet boomer-generationen, babyboomerne eller boomerne) henvises til mennesker i den vestlige verden født i årene 1946-1964, demografisk placeret mellem den Stille generation (født 1928-1945) og Generation X (født 1965-1980).
I Danmark har man traditionelt brugt det kulturelt orienterede begreb 68'erne, knyttet til ungdomsoprøret, hvorimod babyboomer-begrebet primært er amerikansk.
Babyboomer-generation har været mere velhavende, mere aktive og i bedre fysisk form end nogen tidligere generation og var de første der voksede op med en klar forventning om, at verden hele tiden bliver et bedre sted at være. Babyboomer-generationen er dog ofte blevet kritiseret for at have praktiseret en forbrugskultur grænsende til grådighed.
Babyboomerne har navn efter det babyboom med høje fødselsrater, som prægede perioden de blev født i. Da de i 1960-erne og 70-erne blev teenagere, blev de i kraft af deres antal, nogle gange omtalt som en chokbølge, i stand til at præge de vestlige samfund med deres holdninger og sprogbrug, ting som også var afgørende for såvel deres selvopfattelse som deres tilbøjelighed til at opdele mennesker i forskellige generationer, hvilket var nyt.
Omkring 2020 er babyboomerne og deres livsførelse blevet genstand for kritik fra millennials-generationen, som typisk er børn af babyboomere.

## Definition
I årene lige efter 2. Verdenskrig oplevede mange lande et babyboom, i Danmark kendt som de store årgange. USAs befolkning voksede fx i 1950 med 2.357.000 mennesker, mens der i Japan i 1949 blev født 2.69 millioner børn. Udtrykket "baby boomer" optrådte første gang i januar 1963 i en artikel som beskrev en kraftig stigning i søgningen til amerikanske universiteter. I Oxford English Dictionary angives udtrykket at være lanceret i en artikel fra januar 1970 i The Washington Post.
Visse forskere og debattører regner årgangene 1961-1964 med til den efterfølgende Generation X.

## Kendetegn
Babyboomer-generationen som samfundsmæssigt begreb er knyttet til den vestlige verden, med forskelle fra land til land.

### USA
Noget af det der karakteriserer de 76 millioner amerikanere, som blev født i perioden 1946-1964, er at de til forskel fra tidligere generationer "nærmest fra det tidspunkt de blev undfanget blev undersøgt og analyseret af markedsføringsfolk, hvilket var medvirkende til at forstærke indtrykket af, denne aldersgruppe skilte sig ud." Allerede i slutningen af 1940-erne kunne man læse om boomerne, fx i artiklen "Babies Mean Business" i tidsskriftet Newsweek eller en artikel i Time med titlen "Baby Boom".
Fra begyndelsen af 1980-erne udgjorde baby-boomerne den største vælgergruppe, samtidig med der blev større forskel på rig og fattig. Fra 1979 til 2007 steg indkomsten for den rigeste 1% af den amerikanske befolkning med 278%, mens den for amerikanere med gennemsnitsindkomst kun steg med 35%. Siden 1980, hvor de fleste af boomerne havde afsluttet videregående uddannelser, er priserne på universitetsuddannelse steget med mere end 600%.
Da baby-boomerne begyndte at gå på pension omkring 2007–2009, forudså visse det ville føre til en økonomisk opbremsning, som dog blev overskygget af finanskrisen på samme tid. Beregninger forudser, at i 2020 vil en fjerdedel af den amerikanske arbejdsstyrke være 55 år eller derover.

#### Kulturel identitet
Den amerikanske boomer-generation voksede op i en tid med store sociale forandringer, hvilket delte generationen i to, de som støttede forandringer og de som var mere traditionelt indstillede. Denne opdeling varede ifølge visse analytikere helt fra Vietnamkrigens dage til midt i 2000-erne og var i perioden medvirkende til at definere det politiske landskab. Fra engang i 1980-erne begyndte boomerne at blive mere traditionelt indstillede, og mange fortrød endda deres mere oprørske ungdom.
I 1993 beskrev tidsskiftet Time baby-boomernes forhold til religion. If. en sociologisk undersøgelse fra University of California var 42% af dem holdt op med at praktisere religion, mens 33% trofast gik i kirke som de altid havde gjort, og 25% var begyndt at interessere sig for religion. Sidstnævnte var sædvanligvis mindre traditionsbundne og også mindre pålidelige kirkegængere end de mere trofaste, samt mere venstreorienterede end disse, hvilket har ført til indbyrdes spændinger, fx vedrørende abort og homoseksualitet.
Mange blandt den ældre del af boomerne oplevede Beatlemania og Woodstock-festivalen, og deltog i protesterne mod Vietnamkrigen, eller kæmpede og døde i samme krig. Bl.a. fordi de var så talrige, slap mange baby-boomere for at aftjene værnepligt, især de som var i gang med højere uddannelser. Således gjorde mere end halvdelen af de 27 mio potentielt egnede amerikanere aldrig militærtjeneste under Vietnamkrigen. Politisk stemte denne ældre del af boomerne oftest demokratisk, mens den yngre del overvejende stemte republikansk.
Boomernes musik, især rock and roll, var en vigtig del af deres identitet som generation. Nye produkter som transistorradio, spolebåndoptager, og senere kassettebåndoptager og walkman, foruden stereoanlæg og fjernsyn, gjorde det i deres teenage-år muligt for boomerne at lytte til deres yndlingsmusik, fx Beatles, Motown eller senere disco.[kilde mangler]
I en undersøgelse fra 1985 spurgte man et bredt udsnit af voksne amerikanere, hvilke store begivenheder der havde gjort størst indtryk på dem. Baby-boomernes svar faldt i to, efter deres alder:
- Den ældre del af boomerne, født 1946–55, svarede: Den kolde Krig (og tilknyttede Red Scare), Cuba-krisen, mordene på JFK, Robert Kennedyog Martin Luther King, politisk uro, månevandringen, usikkerheden ved at gøre tjeneste i Vietnamkrigen, antikrigs-protester, sociale eksperimenter og eksperimenter med narkotika, seksuel frihed, borgerrettighedsbevægelsen, miljøbevægelsen, kvindefrigørelsen, og Woodstock; nøgleord var: eksperimenterende, individuel, åbensindet, socialt bevidst.
- Den yngre del af boomerne, født 1956–64, svarede (foruden den kolde krig, Cuba-krisen og de tre mord): Vietnamkrigen, månevandringen, Watergate-skandalen og præsident Nixons fratrædelse, nedsættelsen i begyndelsen af 1970-erne af aldersgrænsen for spiritusudskænkning til 18 år (grænsen blev i midten af 1980-erne igen hævet til 21 år), oliekrisen, høj inflation, benzinmangel, økonomiske modgangstider og manglende jobmuligheder efter endt uddannelse, præsident Carters genindførelse af værnepligt, gidseltagningen i Teheran, Ronald Reagan og Live Aid.

### Storbritannien
Folk på arbejdsmarkedet har altid betalt mere i skat end hvad de modtager i offentlige ydelser. For pensionister er situationen omvendt, da disse får folkepension og lægger meget mere beslag på sundhedsvæsenet. Mens Tony Blair var premierminister i Storbritannien iværksatte han en række social- og sundhedspolitiske programmer, som fik de offentlige udgifter, og dermed skatterne, til at stige betragteligt. En statistisk undersøgelse har vist, at 20-24 årige briter i dag er netto-modtagere af offentlige ydelser, idet de årligt modtager 4.124£ mere end de betaler, mens baby-boomere født i 1950-erne årligt betalte 2.593£ mere end de modtog, dengang de var i 20-erne. Millenium-generationens (de 25-34 åriges) nettobidrag til samfundsøkonomien er nu 1.072£ om året, mens den fyrre år tidligere for baby-boomerne var 2.967£. Aldersgruppen 65+ modtager nu årligt 8,209£, hvor de for ti år siden modtog 11.038£ og for tyve år siden 12.405£.
I 2004 ejede de britisk baby-boomere 80% af alle værdier i Storbritannien og købte 80% af alle dyre biler, 80% af alle krydstogtsrejser og 50% af alle hudplejeprodukter.

### Tyskland
I Tyskland kom de store årgange lidt senere end i USA, nemlig i årene 1955-1969, med 1964 som rekordår med 1.357.304 fødsler. Fra 1965 gjorde det såkaldte pilleknæk (Pillenknick) sig gældende: fødselsraten faldt dramatisk, så den i 1972 kom under dødsraten. Tendensen er fortsat, så at fødselsraten i 2002 kun var den halve af hvad den var i 1964. Selvom de tyske baby-boomere udgør en stor del af befolkningen, findes der ingen undersøgelser af deres livsindstilling og sociologiske tilhørsforhold med entydige resultater; omvendt støder man ofte i medier og inden for økonomi og ledelse på udsagn om dem, som mest er baseret på formodninger og spekulationer.

#### Psykologi og sociologi
Blandt socialpsykologer antages det, at baby-boomerne alene i kraft af deres antal i forhold til andre generationer har udviklet en kollektiv bevidsthed eller erfaring, som har præget deres personlige udvikling. Dette skulle endvidere have ført til gradvis udvikling af en konkurrencementalitet, hvor det gælder om at markedsføre sig selv, ved med stadigt mere raffinerede lokkemidler at tiltrække omgivelsernes stadigt mere uopnåelige opmærksomhed, fordi alle andre også gør det. Videre har dette ført til et ændret forhold mellem individ og flok: den etisk og samfundsmæssigt formulerede individualitet bliver gjort til et massefænomen, når hver enkelt stræber efter en individualitet og samtidig oplever, mange andre finder frem til en lignende individualitet, så den enkelte ikke når frem til at føle sig uerstattelig. Modsætningen mellem individ og flok udviskes.
I modsætning til de lidt ældre 68-ere virker tyske baby-boomerne desillusionerede. Et motto for deres liv kunne være „leben und leben lassen,“ hvilket socialpsykolog Rolf Haubl har udlagt således: "De har ikke 68-ernes begejstring over og illusion om, at en relativt lille gruppe er i stand til at lave samfundet om ... Nutidens moral er ligegyldighed, fordi den ligeglade beskytter sig mod skuffelse. Når man ikke har noget mål med sit liv, bliver man ikke skuffet, når man ikke sætter sig for at lave samfundet om, bliver man ikke skuffet over at opdage, samfundet ikke lader sig forandre." En avisartikel i Zeit fra 2004 er inde på noget lignende, idet den stiller spørgsmålet om baby-boomerne trods begrænset fornuft, manglende karisma og energi alligevel har været i stand til at virke inden for politik, religion, litteratur og erhvervsliv på en måde, der er nået ud over den rene profitdannelse. På den anden side var det i 1980-erne baby-boomerne, der som elever og studerende stillede op og deltog i fredsbevægelsen og miljøbevægelsen. Mange sociologer opfatter baby-boomerne som en generation, der var lykkelige engang. Men oliekrisen og de bilfrie søndage i 1973-74 førte til en dyster anelse om, at "det nok ikke kan fortsætte". Snart herefter dukkede No Future- og punk-bevægelsen op. Men alvorlige nederlag har denne generation if. sociologerne aldrig oplevet.
Mange tyske baby-boomere er såkaldte krigsbørnebørn (Kriegsenkel), hvis forældres traumatiske oplevelser som børn under 2. Verdenskrig også har præget næste generation. Fx blev omtale af Holocaust ikke almindelig blandt tyskere, før end vesttyskerne i 1979 på tv kunne følge en amerikansk holocaust-serie i fire dele om den jødiske Weiss-families skæbne under nazismen.

## Generationskløft
Med “OK boomer” menes der: “Ja, den er god med dig. Du tager fejl og lytter ikke, og jeg orker ikke for 117. gang at forsøge at forklare dig, hvordan verden ser ud i dag.” “OK boomer” er en hurtig, ironisk og ikke mindst effektiv måde at sige, at her har vi så igen et menneske, der er ude af trit med tiden og har forældede holdninger.
Babyboomer-generationens børn tilhører ofte millennial-generationen (født 1981-1996), som mange fra babyboomer-generationen beskylder for at være en "doven og forkælet generation, der forventer, at det hele falder ned i [deres] skød, mens [de] spiser dyre avocadomadder og drikker caffelatte til 45 kroner på [deres] daglige cafébesøg". Omvendt beskylder millennial-generationen babyboomerne for "gennem utallige dårlige beslutninger og lovgivning [at have] kørt økonomien, jobmarkedet og huspriserne i afgrunden. I en sådan grad, at deres millennial-børn formentlig aldrig får mulighed for at rette op på det og opnå samme levestandard som boomer-generationen."

### Indstilling til coronavirus
Coronavirus-pandemien i 2020 ramte især hårdt blandt mennesker over 80 år, men også mange babyboomere blev ramt. I flere lande undrede babyboomernes børn og børnebørn sig over, hvor let deres forældre og bedsteforældre tog på denne alvorlige trussel, og omtalte spydigt pandemien som en ’boomer remover’. I en rundspørge om corona foretaget i marts 2020 blandt 2.000 amerikanere var boomerne den aldersgruppe, der udtrykte mindst bekymring.